# Kenny Davenport
Pour les articles homonymes, voir Davenport.
James Kenyon « Kenny » Davenport, né le 23 mars 1862 et mort le 29 septembre 1908, est un footballeur international anglais qui joue au poste d'ailier droit.
Il est connu comme le premier buteur de l'histoire du football professionnel.

## Carrière
Né à Bolton, Kenny Davenport joue pour le club local de Gilnow Rangers puis rejoint les Bolton Wanderers en 1883, pour ensuite finir sa carrière à Southport FC à partir de 1892.
Il est sélectionné deux fois pour l'Angleterre en 1885 et 1890.

## Premier but de l'ère professionnelle
Kenny Davenport est considéré comme le premier buteur de la Football League, et donc le premier buteur de l'histoire du football professionnel. Il marque ce but le 8 septembre 1888 à 15 h 47 contre Derby County.
Jusqu'en 2013, le premier but de l'histoire de la Football League était attribué à Gershom Cox d'Aston Villa pour un but contre son camp.